# Шёлин, Ивар
 Ивар Свен Леннарт «Мелочь» Шёли́н (швед. Ivar Sven Lennart «Kovan» Sjölin; 28 сентября 1918, Линчёпинг, Швеция — 10 сентября 1992, Линчёпинг, Швеция) — шведский борец вольного стиля, серебряный призёр Олимпийских игр по борьбе 

## Биография
Начал заниматься борьбой в середине 1930-х годов в клубе Lidköpings AS в родном городе. В 1939 году стал чемпионом страны среди юниоров. 
Представлял Швецию на Олимпийских играх 1948 года, боролся в полулёгком (до 62 килограммов) весе. На Шёлина никто особенно не рассчитывал, но он смог завоевать серебряную медаль Олимпийских игр, уступив лишь по очкам в финале непобедимому тогда турку Газанферу Бильге (тот все пять предшествующих встреч выиграл чисто). Спортивной общественностью такое поражение было воспринято как некий подвиг. 
См. таблицу турнира
Всю жизнь прожил в родном городе. Умер в 1986 году. Был женат с 1960 года, оставил двоих сыновей.